# Ydre kompani
Ydre kompani var ett av åtta kompanier som utgjorde Östgöta infanteriregemente till 1791. Regementet sattes upp 1636 och var indelt från 1685. Ydre kompani fick sina soldater från 150 rotar och de kom från tolv socknar. 
Från 1791 tillhörde Ydre kompani Livgrenadjärregementet. 1816 omstrukturerades regementet och kompaniet kom att tillhöra Första livgrenadjärregementet.